# Alpine A110
La Alpine A110 era un'autovettura sportiva prodotta dal 1962 al 1977 dalla casa automobilistica francese Alpine (o Alpine-Renault).

## Storia e profilo
La A110 nacque nel 1962 come sostituta della A108, la quale comunque rimase in listino per un anno in Francia, mentre fu prodotta su licenza in altri Paesi per più anni ancora.
Rispetto alla A108, la A110 condivide le linee generali della carrozzeria, realizzata in vetroresina. Se ne differenzia esternamente per il disegno del padiglione e della coda, resi più sportivi e più estremi nel design, ma anche per il frontale a doppi fari carenati.
Meccanicamente, invece, la A110 è completamente nuova: nuovo fu il telaio utilizzato per la sua realizzazione, sebbene fosse anch'esso a trave centrale come nel caso dell'antenata, e nuova fu la meccanica adottata, proveniente dall'allora neonata Renault 8 ed inizialmente consistente in un motore a 4 cilindri da 956 cm³ di cilindrata, in grado di erogare 50 CV di potenza massima. Con tale unità motrice, la A110 sfiorava i 160 km/h.
Nel corso della sua storia, però, la A110 adottò svariate motorizzazioni, tutte provenienti dalla produzione Renault di serie, fino ad arrivare ad un propulsore da 1.8 litri, non montato però sulle vetture di serie.

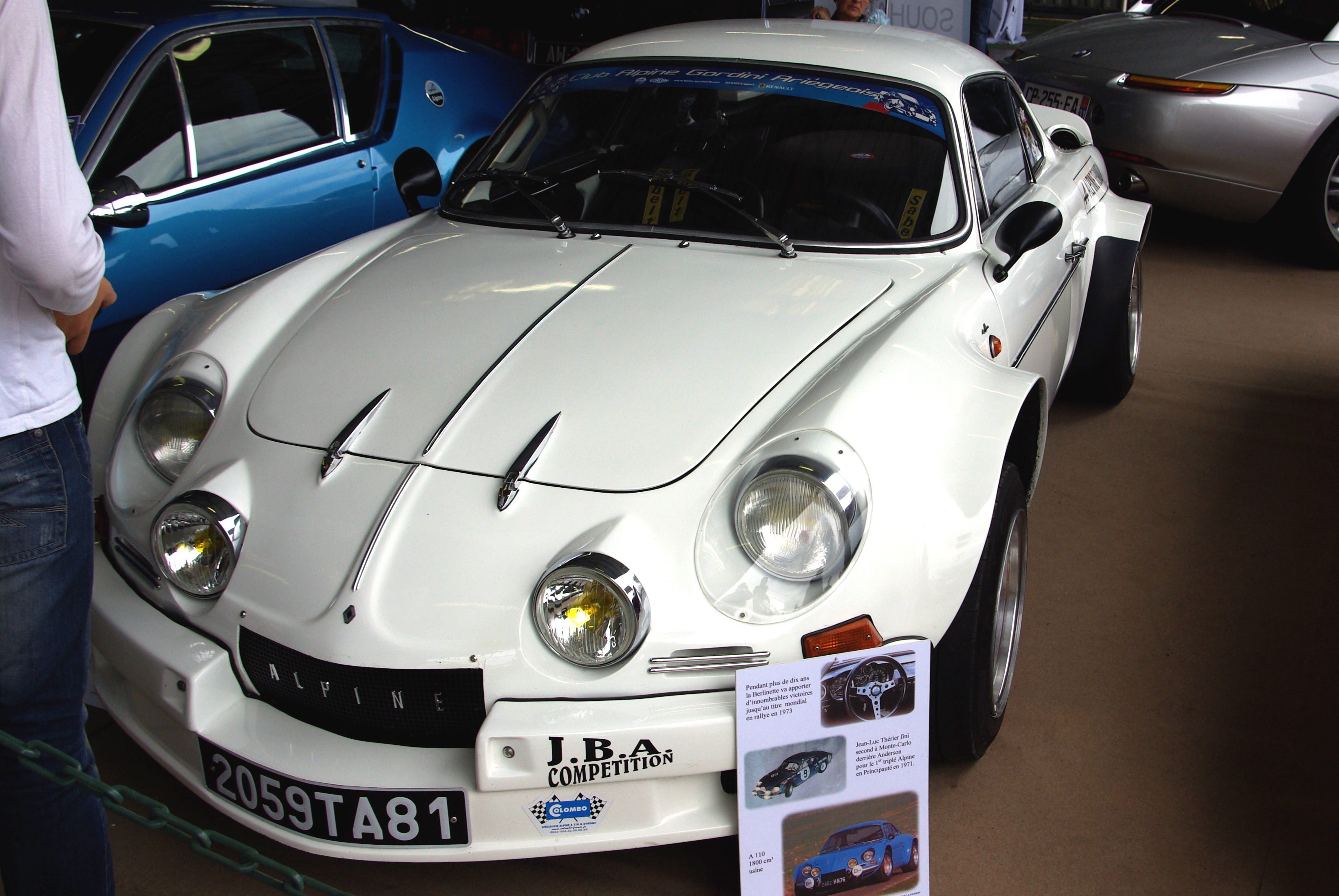
Renault Alpine A110 1800

La A110 è stata sicuramente la più famosa tra le Alpine, grazie ai suoi innumerevoli successi  sportivi in tutto il mondo.
Appena nata, infatti, la A110 fu immediatamente introdotta sui tracciati di gara e subito cominciò a farsi conoscere riscuotendo numerosi successi. La A110, specie nelle prime versioni, quelle con motorizzazioni minori, fece anche da "scuola" per numerosi aspiranti piloti, alcuni dei quali emersero e divennero assai famosi, come per esempio il brasiliano Emerson Fittipaldi, poi approdato in Formula 1.
Dopo i primi successi, più che altro circoscritti quasi all'ambito nazionale, la A110 subì nel 1964 il primo trapianto di motore, passando all'unità da 1108 cm³ proveniente dalla R8 Major ed in grado di erogare 60 CV di potenza, divenuti in seguito 86 CV.
Nel 1967, la A110 beneficiò del motore da 1255 cm³, introdotto nell'anno precedente per la R8 Gordini 1300. Tale motore erogava 95 CV DIN, ma vi furono altri due motori di cilindrata simile (1296 e poi 1289 cm³) in grado di erogare rispettivamente 110 e 72 CV DIN e fu grazie a tali motorizzazioni che la A110 cominciò ad imporsi all'attenzione di tutti, affermandosi di continuo in numerosi rally.

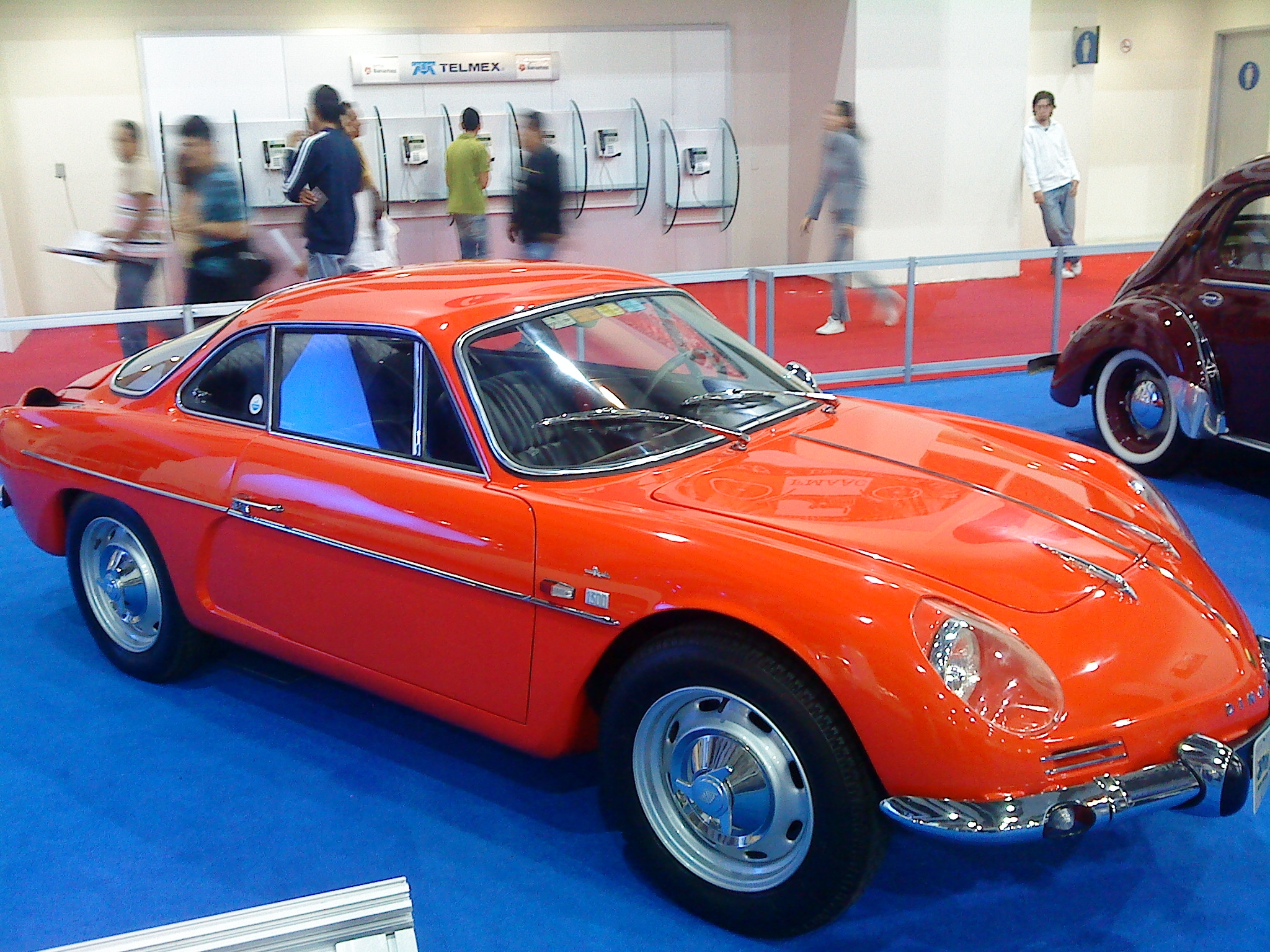
Una Renault Dinalpin A110 1300 del 1971, copia messicana della Alpine A 110 costruita su licenza

Ma il passo definitivo avvenne nel 1969, quando la A110 ricevette il motore da 1565 cm³ già montato sulla R16 ed elaborato in modo da raggiungere potenze comprese tra gli 83 ed i 148 CV. In questo modo, la A110 raggiunse velocità massime nell'ordine dei 210–215 km/h. Fu con questo propulsore che la vettura ottenne successi di portata storica, primo fra tutti il titolo di Campione del mondo di Rally nel 1973. In seguito, la A110 ricevette due nuovi motori, da 1605 e da 1647 cm³, in grado di sviluppare rispettivamente 127 e 95 CV.
Come la A108, anche la A110 fu prodotta su licenza da aziende in altri Paesi nel mondo: in Bulgaria dalla Bulgaralpine di Plovdiv, in Spagna dalla FASA di Villamuriel, in Brasile dalla Willys Overland di Santo Amaro e in Messico, dove veniva assemblata con il marchio Dinalpin dalla Diesel Nacional di Sahagún, nell'Hidalgo.
Tra le versioni derivate direttamente dalla A110, vi fu la A210, una A110 modificata per correre alla 24 Ore di Le Mans.

## Dati tecnici
| Caratteristiche tecniche - Alpine A 110 | | | |
| Modello                                 | Versione 1300 S del 1970                                                                                           | Versione 1800 VB del 1970                                                                                          | |
| Motore                                  | Renault tipo 810.30, 4 cilindri in linea ciclo Otto, posteriore longitudinale                                      | Renault-Gordini tipo 844, 4 cilindri in linea ciclo Otto, posteriore longitudinale                                 | |
| Cilindrata                              | 1.296 cm³ (Alesaggio × corsa = 75,7 × 72 mm)                                                                       | 1.798 cm³ (Alesaggio × corsa = 82,5 × 84 mm)                                                                       | |
| Distribuzione                           | a valvole in testa inclinate a V con aste e bilancieri                                                             | a valvole in testa inclinate a V con aste e bilancieri                                                             | a valvole in testa inclinate a V con aste e bilancieri                                                             |
| Potenza max                             | 120 CV a 6.900 giri/min                                                                                            | 170 CV a 6.500 giri/min                                                                                            | |
| Coppia max                              | | | |
| Frizione                                | monodisco a secco                                                                                                  | monodisco a secco                                                                                                  | monodisco a secco                                                                                                  |
| Cambio                                  | a 5 rapporti + RM                                                                                                  | a 5 rapporti + RM                                                                                                  | a 5 rapporti + RM                                                                                                  |
| Trazione                                | posteriore | posteriore | posteriore |
| Scocca                                  | a piattaforma portante                                                                                             | a piattaforma portante                                                                                             | a piattaforma portante                                                                                             |
| Sospensioni ant.                        | a ruote indipendenti, bracci oscillanti, molle elicoidali, barra di torsione, ammortizzatori idraulici telescopici | a ruote indipendenti, bracci oscillanti, molle elicoidali, barra di torsione, ammortizzatori idraulici telescopici | a ruote indipendenti, bracci oscillanti, molle elicoidali, barra di torsione, ammortizzatori idraulici telescopici |
| Sospensioni post.                       | a ruote indipendenti, bracci di forza a V, molle elicoidali, ammortizzatori idraulici telescopici                  | a ruote indipendenti, bracci di forza a V, molle elicoidali, ammortizzatori idraulici telescopici                  | a ruote indipendenti, bracci di forza a V, molle elicoidali, ammortizzatori idraulici telescopici                  |
| Impianto frenante                       | a disco sulle 4 ruote con comando idraulico. Freno a mano sulle posteriori con comando meccanico                   | a disco sulle 4 ruote con comando idraulico. Freno a mano sulle posteriori con comando meccanico                   | a disco sulle 4 ruote con comando idraulico. Freno a mano sulle posteriori con comando meccanico                   |
| Pneumatici                              | 155 × 15" | 155 × 15" | 155 × 15" |
| Peso                                    | 595 kg a vuoto | 710 kg a vuoto | |
| Serbatoio                               | | | |
| Accelerazione                           | | | |
| Velocità massima                        | 210 km/h | 252 km/h | |
| Consumo                                 | | | |